# Уинчестър (Вирджиния)
Вижте пояснителната страница за други значения на Уинчестър.
Уинчестър (на английски: Winchester) е град във Вирджиния, Съединени американски щати. Той е административен център на окръг Фредерик, но както и останалите независими градове във Вирджиния не е част от окръга. Намира се на 90 km северозападно от Вашингтон. Населението му е 27 932 души (по приблизителна оценка за 2017 г.).
В Уинчестър е роден актьорът Дейвид Аркет (р. 1971).